# Planta calcífuga
Se llama plantas calcífugas a las plantas que no prosperan, o lo hacen limitadamente en suelos ricos en carbonatos, de calcio —calcita—, o de magnesio y calcio —dolomita—. También se las llama acidófilas, —etimológicamente: amantes de la acidez— pues la presencia de iones carbonato y bicarbonato aumenta el pH de los suelos calcáreos, que son, por ello, alcalinos o básicos.
Las plantas que, por el contrario, necesitan suelos alcalinos, ricos en carbonatos para crecer se conocen como calcícolas. 

## Química del suelo y fisiología
Se sabe que no es la presencia de iones carbonato o hidróxido per se lo que limita a las plantas calcífugas, sino el hecho de que en condiciones alcalinas, tanto el hierro como los fosfatos son menos solubles. Ambos componentes son nutrientes importantes para las plantas, por lo que la alcalinidad del suelo puede actuar, indirectamente, como un limitante ecológico. La exudación a través de las raíces de ácidos orgánicos de bajo peso molecular, como el ácido cítrico, el ácido oxálico, y menos eficientemente, el ácido acético parece ayudar a las plantas a solubilizar ambos nutrientes en las cercanías de sus raíces, por tanto, las plantas que no tienen esa capacidad no prosperan en suelos alcalinos por no poderlos absorber, aunque no haya deficiencia. La clorosis o amarilleamiento por falta de hierro que suele aparecer cuando se trata de cultivar una planta calcífuga en un suelo alcalino apoya esta evidencia. 
Las plantas ornamentales calcífugas pueden cultivarse si se les aporta un sustrato rico en ácidos humíferos, como las turbas rubia o negra, compuestas por restos de musgo del género Sphagnum. Para los cultivos hortícolas sensibles a los carbonatos se suelen usar enmiendas destinadas a reducir el pH del suelo, como el aporte de azufre, de sulfato de hierro o amónico o nitratos.

## Algunos géneros de plantas calcífugas
Las más conocidas, por su uso como plantas ornamentales, pertenecen a la familia ericáceas, tanto al género Erica —brezos— como al género Rhododendron —azaleas—, pero en la mayoría de géneros de la familia, muchas o todas sus especies son calcífugas:
- Andromeda
- Arbutus: madroños
- Vaccinium: arándanos
- Calluna: brecinas

- Cassiope
- Daboecia

- Empetrum
- Gaultheria
- Pieris

Otro grupo de plantas calcífugas está formado por plantas que crecen en turberas de climas lluviosos, en las que el agua apenas contiene sales. Algunos géneros son plantas carnívoras, como  Drosera, Nepenthes o Dionaea.